# 现代海上火灾保险公司
現代海上火災保險公司（韓語：현대해상화재보험；韩交所：001450、LSE：HMY）是韩国第二大产物保险公司。
2007年，現代海上火災保險公司原保费收入达331亿元人民币，占据了韩国产险市场的16%的份额，年净利润为人民币12亿元，连续6年获得了全球保险公司信用评价机构A.M.Best的A-（Excellent）等级和世界信用评价机构S&P的BBB+（stable）等级。

## 历史
- 1955年3月成立韩国首家海上保险专业公司（原名：东方海上保险公司）。
- 1976年10月成立日本东京分公司。
- 1979年7月成立英国伦敦代表处。
- 1985年10月更名为現代海上火災保險公司。